# Folketingets formand
Folketingets formand er parlamentsformanden for Folketinget i Danmark. Posten blev oprettet i 1850, året efter Grundlovens vedtagelse. Formanden indgår desuden i Folketingets præsidium, som leder Folketingets arbejde. Præsidiet vælges ved hver folketingssamlings begyndelse, og består af en formand og indtil fire næstformænd fra de fire største partier i Folketinget udover formandens parti. En ny formand vil for det meste være fra samme parti som statsministeren, men kampvalg kan dog forekomme. Efterfølgende vil formanden dog normalt altid blive genvalgt uden modkandidater, også selvom regeringsmagten skifter. Folketingets formand er også den øverste chef for Folketingets Administration, som tæller cirka 400 ansatte.
Den nuværende formand for Folketinget er Søren Gade fra Venstre.

## Liste over formænd for Folketinget
Nedenfor er en liste over alle formænd for Folketinget:
| Fra               | Til                | Folketingets formand         | Parti               | Levetid   |
| ----------------- | ------------------ | ---------------------------- | ------------------- | --------- |
| 30. januar 1850   | 3. august 1852     | Carl Christoffer Georg Andræ | De Nationalliberale | 1812–1893 |
| 4. oktober 1852   | 12. juni 1853      | Johan Nicolai Madvig         | De Nationalliberale | 1804–1886 |
| 13. juni 1853     | 2. december 1859   | Carl Edvard Rotwitt          | Bondevennerne       | 1812–1860 |
| 3. december 1859  | 2. december 1870   | Laurids Nørgaard Bregendahl  | De Nationalliberale | 1811–1872 |
| 3. december 1870  | 30. september 1883 | Christopher Krabbe           | Venstre             | 1833–1913 |
| 1. oktober 1883   | 2. oktober 1887    | Christen Berg                | Venstre             | 1829–1891 |
| 3. oktober 1887   | 16. december 1894  | Sofus Høgsbro                | Venstre             | 1822–1902 |
| 17. december 1894 | 16. april 1895     | Rasmus Claussen              | Venstre             | 1835–1905 |
| 17. april 1895    | 4. oktober 1901    | Sofus Høgsbro                | Venstre             | 1822–1902 |
| 5. oktober 1901   | 30. januar 1905    | Herman Trier                 | Venstre             | 1845–1925 |
| 31. januar 1905   | 14. marts 1912     | Anders Thomsen               | Venstre             | 1842–1920 |
| 15. marts 1912    | 13. juni 1913      | Jens Christian Christensen   | Venstre             | 1856–1930 |
| 14. juni 1913     | 29. marts 1922     | Niels Pedersen-Nyskov        | Venstre             | 1850–1922 |
| 7. april 1922     | 10. april 1924     | Jørgen Jensen-Klejs          | Venstre             | 1863–1947 |
| 30. april 1924    | 24. november 1932  | Hans Peter Hansen            | Socialdemokratiet   | 1872–1953 |
| 30. november 1932 | 1. maj 1933        | Gerhard Nielsen              | Socialdemokratiet   | 1871–1933 |
| 9. maj 1933       | 30. oktober 1945   | Hans Rasmussen               | Socialdemokratiet   | 1873–1949 |
| 22. november 1945 | 22. februar 1950   | Julius Bomholt               | Socialdemokratiet   | 1896–1969 |
| 23. februar 1950  | 22. september 1964 | Gustav Pedersen              | Socialdemokratiet   | 1893–1975 |
| 6. oktober 1964   | 22. januar 1968    | Julius Bomholt               | Socialdemokratiet   | 1896–1969 |
| 6. februar 1968   | 30. september 1978 | Karl Skytte                  | Radikale Venstre    | 1908–1986 |
| 3. oktober 1978   | 8. december 1981   | Knud Børge Andersen          | Socialdemokratiet   | 1914–1984 |
| 22. december 1981 | 10. januar 1989    | Svend Jakobsen               | Socialdemokratiet   | 1935–2022 |
| 10. januar 1989   | 3. oktober 1989    | Erik Ninn-Hansen             | Konservative        | 1922-2014 |
| 3. oktober 1989   | 15. januar 1993    | H.P. Clausen                 | Konservative        | 1928–1998 |
| 27. januar 1993   | 5. oktober 1994    | Henning Rasmussen            | Socialdemokratiet   | 1926–1997 |
| 5. oktober 1994   | 11. marts 1998     | Erling Olsen                 | Socialdemokratiet   | 1927–2011 |
| 26. marts 1998    | 11. marts 2003†    | Ivar Hansen                  | Venstre             | 1938–2003 |
| 18. marts 2003    | 13. november 2007  | Christian Mejdahl            | Venstre             | født 1939 |
| 28. november 2007 | 15. september 2011 | Thor Pedersen                | Venstre             | født 1945 |
| 4. oktober 2011   | 18. juni 2015      | Mogens Lykketoft             | Socialdemokratiet   | født 1946 |
| 3. juli 2015      | 20. juni 2019      | Pia Kjærsgaard               | Dansk Folkeparti    | født 1947 |
| 21. juni 2019     | 1. november 2022   | Henrik Dam Kristensen        | Socialdemokratiet   | født 1957 |
| 16. november 2022 | Nuværende          | Søren Gade                   | Venstre             | født 1963 |

## Eksterne links
- Folketingets formand Arkiveret 29. november 2016 hos  Wayback Machine på ft.dk